# Оксфорд (Арканзас)
Оксфорд (енгл. Oxford) град је у америчкој савезној држави Арканзас.

## Демографија
По попису из 2010. године број становника је 670, што је 28 (4,4%) становника више него 2000. године.
| Група             | 2000.       | 2010.       |
| Белци             | 612 (95,3%) | 641 (95,7%) |
| Афроамериканци    | 1 (0,2%)    | 1 (0,1%)    |
| Азијати           | 0 (0,0%)    | 5 (0,7%)    |
| Хиспаноамериканци | 11 (1,7%)   | 3 (0,4%)    |
| Укупно            | 642         | 670         |